# (71) Níobe
(71) Níobe es un asteroide que forma parte del cinturón de asteroides y fue descubierto el 13 de agosto de 1861 por Karl Theodor Robert Luther desde el observatorio de Düsseldorf-Bilk, Alemania.
Está nombrado por Níobe, un personaje de la mitología griega.

## Características orbitales
Níobe orbita a una distancia media del Sol de 2,758 ua, pudiendo acercarse hasta 2,277 ua. Su inclinación orbital es 23,27° y la excentricidad 0,1741. Emplea en completar una órbita alrededor del Sol 1673 días.